# Горня Бебрина
Горня Бебрина (хорв. Gornja Bebrina) — населений пункт у Хорватії, у Бродсько-Посавській жупанії у складі громади Клакар.

## Населення
Населення за даними перепису 2011 року становило 487 осіб.
Динаміка чисельності населення поселення:

## Клімат
Середня річна температура становить 11,18 °C, середня максимальна – 25,93 °C, а середня мінімальна – -6,41 °C. Середня річна кількість опадів – 763 мм.
| Клімат поселення                              | Клімат поселення | Клімат поселення | Клімат поселення | Клімат поселення | Клімат поселення | Клімат поселення | Клімат поселення | Клімат поселення | Клімат поселення | Клімат поселення | Клімат поселення | Клімат поселення | Клімат поселення |
| Показник                                      | Січ.             | Лют.             | Бер.             | Квіт.            | Трав.            | Черв.            | Лип.             | Серп.            | Вер.             | Жовт.            | Лист.            | Груд.            |                  |
| Середній максимум, °C                         | 6,12             | 8,56             | 13,16            | 17,73            | 22,86            | 25,93            | 25,75            | 25,01            | 20,98            | 15,62            | 9,74             | 5,65             |                  |
| Середня температура, °C                       | −0,12            | 2,30             | 6,89             | 11,46            | 16,58            | 19,67            | 21,50            | 20,80            | 16,76            | 11,40            | 5,50             | 1,40             |                  |
| Середній мінімум, °C                          | −6,41            | −3,99            | 0,62             | 5,20             | 10,29            | 13,38            | 17,29            | 16,57            | 12,50            | 7,19             | 1,30             | −2,8             |                  |
| Норма опадів, мм                              | 49               | 50               | 46               | 56               | 70               | 96               | 66               | 60               | 53               | 71               | 81               | 65               |                  |
| Середньомісячна швидкість вітру, м/с          | 1.74             | 2.00             | 2.30             | 2.23             | 2.00             | 1.90             | 1.84             | 1.70             | 1.60             | 1.64             | 1.70             | 1.80             |                  |
| Середньомісячна сонячна радіація, кДж/м²·день | 4311             | 7013             | 10944            | 15335            | 19201            | 21339            | 22277            | 20700            | 15050            | 9245             | 4840             | 3602             |                  |
| --------------------------------------------- | ---------------- | ---------------- | ---------------- | ---------------- | ---------------- | ---------------- | ---------------- | ---------------- | ---------------- | ---------------- | ---------------- | ---------------- | ---------------- |
| Джерело:                                      |                  |                  |                  |                  |                  |                  |                  |                  |                  |                  |                  |                  |                  |